# Georgia Ellinaki
Georgia Ellinaki (in greco Γεωργία Ελληνάκή?; 28 febbraio 1974) è una pallanuotista greca, vincitrice di una medaglia di argento ai giochi olimpici di Atene 2004.